# Judo Club Wiesbaden 1922
Der Judo Club Wiesbaden 1922 e. V. (JCW 1922) zählt mit dem 1. Deutschen Judo-Club e. V. Frankfurt am Main und dem ersten Berliner Jiu-Jitsu-Club, die alle 1922 gegründet wurden, zu den drei ältesten Judo-Vereinen in Deutschland. Er ist außerdem der größte Judoverein im Hessischen Judo-Verband (HJV).

## Geschichte
Der Judo-Club Wiesbaden wurde von dem Polizisten Otto Schmelzeisen 1922 als Jiu-Jitsu-Club Wiesbaden gegründet. Dementsprechend wurde zunächst nur Jiu-Jitsu – auch wettkampfmäßig – betrieben. Erst 1926 kamen die deutschen Sportler im Rahmen der Deutschen Kampfspiele in Köln mit Judo in Kontakt, das von einer Mannschaft des Budokwai unter der Führung Gunji Koizumis demonstriert wurde. Zudem gab es einen Städtekampf Wiesbaden-Frankfurt gegen London, der nach Judo-Wettkampfregeln ausgetragen wurde. Dies war die Geburtsstunde der Sportart Judo in Deutschland, die zunächst noch als Jiu-Jitsu-Wettkampfart galt, später jedoch mit Bezug auf die Kampftechniken des Kōdōkan als eigene Kampfsportart anerkannt wurde. Durch das frühe Gründungsdatum ist der Judo-Club Wiesbaden damit zusammen mit dem 1. Deutschen Judo-Club e. V. Frankfurt am Main und dem ersten Berliner Jiu-Jitsu-Club der älteste Judo-Club Deutschlands und damit Vorreiter dieser Sportart in Deutschland. 1929 wurde der Kaufmann Carl Lahr erster Vorsitzender des Vereins, anschließend übernahm dies der Zahnarzt Paul Wehner.
Während des Dritten Reiches führte Schmelzeisen den Verein weiter. Er trat 1938 in die NSDAP ein, war von 1935 bis 1941 Mitglied der SA, gehörte während der gesamten Zeit seines Bestehens dem Nationalsozialistischen Reichsbund für Leibesübungen (NSRL) an und war zudem Gauobmann für Judo. Jiu-Jitsu/Judo etablierte sich in jener Zeit neben Ringen als Zweikampfsportart und wurde im Reichsbund für Leibesübungen der Schwerathletik zugeordnet. 1934 fanden im Kristallpalast Dresden die ersten Einzelmeisterschaften im Judo statt. Nach der Überführung des Reichsbundes in den gleichgeschalteten NSRL wurde Judo im Fachamt 6 unter Jiu-Jitsu als nachgeordnete Wettkampfvariante geführt. 1937 trat eine Judomannschaft aus Wiesbaden und Frankfurt in London an und dort besiegten deutsche Judoka erstmals die Mannschaft des Budokwai. 1939 fand letztmals die von Alfred Rhode gegründete Judo-Sommerschule statt, an der regelmäßig auch Wiesbadener Judoka teilnahmen. Die letzten deutschen Judo-Einzelmeisterschaften des NSRL wurden 1941 in Essen ausgetragen. In Wiesbaden war zu dieser Zeit schon kriegsbedingt der Wettkampf- und Trainingsbetrieb abgebrochen worden.
Nach dem Zweiten Weltkrieg wurde Judo von den Alliierten verboten. Schmelzeisen durchlief das Entnazifizierungsverfahren und wurde als Mitläufer eingestuft. 1947 wurde er im Rahmen der Weihnachtsamnestie als Unbelasteter anerkannt. Nachdem die Ausübung 1948 wieder erlaubt wurde, baute Schmelzeisen, der dem Club noch bis 1954 vorstand, den Verein erneut auf. 1950 erhielt er seinen heutigen Namen. 1951 organisierte der JCW die erste Judo-Großveranstaltung in Westdeutschland nach dem Krieg. Diese fand im Kurhaus statt. Angereist kam der damalige Präsident der Internationalen Judo-Föderation, Risei Kanō. Dabei handelt es sich um den Sohn von Jigoro Kano, der als Begründer des modernen Judos gilt. Ende der 1950er bot der Verein erste Selbstverteidigungskurse an.
1955 kam Franz-Josef Gresch als neuer Sportwart in den Verein. Gresch war zu jener Zeit einer der führenden Judokas im Bundesgebiet und sorgte dafür, dass der Judo Club Wiesbaden 1922 einer der Gründungsvereine des 1956 gegründeten Hessischen Judo-Verbandes (HJV) wurde. Hinzu kam Werner Heim. Die beiden waren außerdem Führungsfiguren im Deutschen Dan-Kollegium und trugen maßgeblich zur Entstehung des Ju-Jutsus bei. Heim übernahm ab 1965 das neu gegründete Karate-Dojo. 1965 wurde außerdem eine neue Trainingsstätte an der Gutenbergschule bezogen. 1966 kamen zudem noch Aikido und Kendo als eigenständige Sparten hinzu. Im Rahmen dieser neu gegründeten Sparten wurde 1966 die erste Budo-Großveranstaltung ausgerichtet. Mit der Entwicklung des Ju-Jutsus wurde 1968 eine weitere Sparte eingeführt.
1970 qualifizierte sich die Herrenmannschaft des Judo-Clubs für die Judo-Bundesliga. Seitdem ist sie kontinuierlich in der 1. und 2. Bundesliga vertreten. 1973, 1981, 1982 und 1998 belegte sie jeweils den dritten Platz in der 1. Bundesliga. Die Damenmannschaft schaffte 1991 den Sprung in die erste Bundesliga. Dort blieb sie bis 2005, bis sie aus finanziellen Gründen zurückgezogen wurde. Seit 2012 gehört sie wieder der Bundesliga an.
1972 kam mit der Riedbergschule eine zweite Trainingsstätte mit fest verlegten Matten hinzu. 1973 hatte der Verein 1000 Mitglieder, wobei der Jugendbereich mit 70 Prozent den Großteil ausmachte. Seit 1975 trägt der Verein den Zusatztitel Fachverein für Budosportarten. Hinzu kam noch Kyūdō. 1975 wurde Schmelzeisen mit dem Bundesverdienstkreuz 1. Klasse ausgezeichnet.
1989 erfolgte der Umzug in die Sporthalle am Konrad-Adenauer-Ring. Der 370 m² große Übungsraum wurde 1997 in Otto-Schmelzeisen-Dojo getauft, um an den Gründer des Vereins zu erinnern. 1995 wurde der Verein mit dem Grünen Band für vorbildliche Talentförderung im Verein der Dresdner Bank ausgezeichnet. In den Jahren zwischen 1995 und 2005 befand sich der Verein in einer finanziellen Schieflage, insbesondere durch die finanzielle Belastung durch die Teilnahme an der Judo-Bundesliga. Als Konsequenz mussten Sponsoren gefunden werden. Zudem verließ die Damen-Mannschaft die Bundesliga.
Im September 2003 wurde unter dem Titel „Judo mit Handicap“ eine Judogruppe für geistig und körperlich behinderte Kinder, Jugendliche und Erwachsene gegründet. Dabei kooperiert der Judo-Club mit der Johannes Gutenberg-Universität Mainz im Rahmen des Wahlfaches Behindertensport.
2009 gehörten 780 Mitglieder dem Verein an, davon waren 370 dem Judo zugeordnet. Die beiden nachfolgenden Sparten sind Ju-Jutsu vor Karate. Im gleichen Jahr wurde der ehemalige Präsident Rudolf Sanner von Horst Köhler mit dem Verdienstkreuz am Bande des Verdienstordens der Bundesrepublik Deutschland (Bundesverdienstkreuz) ausgezeichnet.
Eine besondere Kooperation findet mit der EBS Universität für Wirtschaft und Recht (EBS) statt, das sogenannte „Budo-Stipendium“, ein Sportstipendium für Kaderathleten, die an einem Studium in Jura- und BWL-Studium interessiert sind.

## Aktuelle Sportarten
Innerhalb des Judo Club Wiesbaden 1922 werden heute unterschiedliche Sportarten praktiziert:
- Aikido
- Judo
- Ju-Jutsu
- Karate
- Kendo
- Kyūdō
- Parkour

Ehemalige Sportarten
- Bōjutsu

## Bekannte Sportler
Im Laufe der Jahre brachte der Judo Club Wiesbaden 1922 einige Sportler hervor, die national und international erfolgreich waren.

### Judo
- Jürgen Grasmück (deutscher Meister)
- Martin Grasmück (mehrfacher deutscher Meister, Junioreneuropameister 1995, 3. Juniorenweltmeisterschaften 1994, Studentenvizeweltmeister 2000)
- Franz-Josef Gresch (Begründer des modernen Ju-Jutsus)
- Werner Heim (Begründer des modernen Ju-Jutsus)
- Jürgen Hoffmann (mehrfacher deutscher Meister, Junioreneuropameister 1986, 3. Juniorenweltmeisterschaft 1986, ehem. Trainer des Bundesligateams, ehemaliger hessischer Landestrainer und Trainer des Landesleistungsstützpunktes Wiesbaden)
- Albert Michel (deutscher Polizeimeister, 3. Polizeieuropameisterschaften 1968)
- Patric Nebhuth (mehrfacher deutscher Meister, 2. Junioreneuropameisterschaften 1993, Studentenvizeweltmeister 1996 und 1998, ehemaliger Trainer des Bundesligateams)
- Rene Pomerelle (Europameister, 3. Weltmeisterschaften 1968)
- Werner Ruppert (vierfacher deutscher Meister, ehemaliger Bundestrainer)
- Rudolf Sanner (mehrfacher deutscher Meister, ehemaliger Präsident des JCW)
- Cornelia Weiß (3. Europameisterschaften 1975)
- Alexander Wieczerzak (Weltmeister 2017, 3. Europameisterschaften 2015, Juniorenweltmeister 2010)
- Christina Faber (Vize-Europameisterin U23 und U21 2018, Deutsche Meisterin U21 2018)

### Ju-Jutsu
- Mario Staller (zweifacher Weltmeister)
- Peter Morgner (zweifacher Weltmeister)

### Karate
- Marwick Fuß (deutscher Meister)

## Publikationen
- Jugend aktuell, Zeitung der Jugendabteilung von 1980 bis 1984[8]
- KIAI, Vereinszeitung von 1989 bis 2002[9]